# Хеллер, Майк
Майк Хеллер (англ. Mike Heller, род. 17 января 1982, Бруклин, Нью-Йорк, США) — американский барабанщик, играющий в таких группах, как Fear Factory и Malignacy. Также Хеллер основал System Divide, и на данный момент в этой группе является сессионным барабанщиком.

## Краткая биография
Хеллер прослеживает свое влияние на игру на барабанах во многих жанрах, включая госпел, латинский джаз и фанк. Используя эти стили, он писал дэт-металлические композиции. В настоящее время Хеллер обучает нынешних и начинающих барабанщиков-экстремалов. Он вступил в Йонкерсскую (Нью-Йорк) дэт-метал группу Malignacy в 2003 году, заменив Роджера Бежора. В 2008 году Хеллер основал группу System Divide с вокалистом Aborted Свеном де Калуве и бывшей вокалисткой Distorted Мири Мильман. Хеллер присоединился к Fear Factory в 2012 году после ухода Джина Хоглана.

## Дискография
Fear Factory
- Genexus (2015)
- Aggression Continuum (2021)

Malignancy
- Inhuman Grotesqueries (2007)
- Eugenics (2012)
- Epilogue (2014)
- Malignant Future EP (2016)

System Divide
- The Collapse (EP) (2009)
- The Conscious Sedation (2010)
- Ephemera (2012)